# Križ
Križ è un comune della Croazia, situato nei pressi di Zagabria. Nel 2001 aveva una popolazione di 7 406 abitanti.

## Storia
Il nome della città compare per la prima volta in un documento del 1334, dove viene attestata come parrocchia della diocesi di Zagabria, ma alcuni scavi archeologici vicino a Okešinac indicano che la regione era abitata in tempi più antichi. Nel 1714 un incendio ha danneggiato la chiesa del paese. Nel 1720 l'altare è stato sostituito con quello che oggi viene considerato uno dei più begli esempi di scultura in legno di tutta la Croazia. Nel 1894 intorno alla chiesa è stato creato un parco. Sin dal XVII secolo è stata fondata una scuola ecclesiastica, affiancata nel 1790 da una scuola pubblica, che dal 1884 comprende una biblioteca.

## Posizione ed economia
A sud del paese si estende la foresta di Žutica, all'interno della quale sono stati impiantati dei pozzi petroliferi. A est invece si estende una foresta chiamata Veliki Jantak. Il comune si estende per un'area di ben 118 km² ed è diviso in 16 frazioni. Molto importanti per l'economia della zona sono le aziende DIN Novoselec e Elektra Križ. Dopo l'indipendenza della Croazia, il paese ha visto crescere la sua importanza come centro di commerci.